# Ustronie Morskie
Ustronie Morskie (dawniej niem. Henkenhagen, Ostseebad Henkenhagen, Ustronie Nadmorskie) – wieś letniskowa w Polsce, położona w woj. zachodniopomorskim,w powiecie kołobrzeskim, siedziba gminy Ustronie Morskie, nad Morzem Bałtyckim. Miejscowość z letnim kąpieliskiem morskim i z przystanią morską, położona nad Zatoką Pomorską, na Wybrzeżu Słowińskim, pomiędzy Kołobrzegiem i Koszalinem.
Według Narodowego Spisu Powszechnego Ludności i Mieszkań z 2011 roku liczba ludności we wsi Ustronie Morskie to 2 417 z czego 52,9% mieszkańców stanowią kobiety, a 47,1% ludności to mężczyźni. Miejscowość zamieszkuje 66,2% mieszkańców gminy.

## Położenie

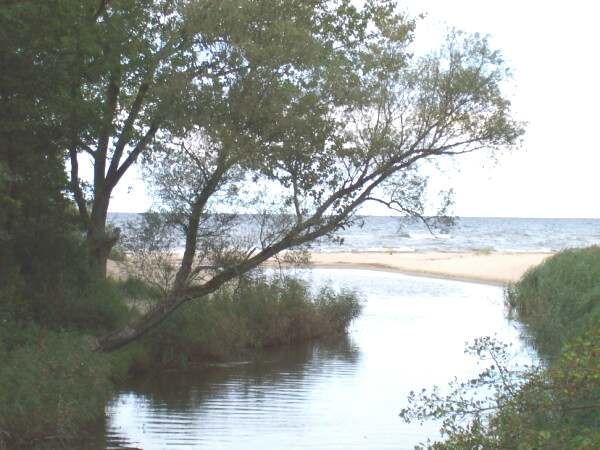
Ujście rzeki Czerwonej na wschód od Ustronia

Wieś jest położona nad Zatoką Pomorską, w zachodniej części Wybrzeża Słowińskiego. Na wschód od Ustronia do morza uchodzi rzeka Czerwona.
Przez południową część miejscowości przebiega droga krajowa nr 11. 
Integralnymi częściami wsi są także: Chróstowo, Krasnobrzeg, Stęszyce.
W latach 1950–1998 miejscowość administracyjnie należała do województwa koszalińskiego.
Teren Ustronia Morskiego został objęty obszarem chronionego krajobrazu Koszaliński Pas Nadmorski.

## Integralne części wsi
| SIMC    | Nazwa       | Rodzaj    |
| ------- | ----------- | --------- |
| 1009902 | Chróstowo   | część wsi |
| 1009919 | Krasnobrzeg | część wsi |
| 1009925 | Stęszyce    | część wsi |

## Infrastruktura
Dojazd samochodem ze wschodu przez Koszalin drogą do Kołobrzegu, z zachodu odwrotnie. W miejscowości znajduje się stacja kolejowa Ustronie Morskie na linii z Koszalina do Kołobrzegu.
W miejscowości znajduje się jednonawowy kościół neogotycki z II poł. XIX w. (najstarszym elementem jest pochodzący z 1592 roku renesansowy dzwon), dom kultury z biblioteką gminną (liczba woluminów przekracza 30 tys.) i galerią sztuki, park nadmorski, urząd pocztowy, przystań rybacka, plaża, amfiteatr kino (czynne latem) oraz stadion sportowy. Znajdują się tu także liczne restauracje, kawiarnie, ogródki piwne, smażalnie ryb. 
Zabudowę miejscowości charakteryzuje wielodrożnicowy układ przestrzenny w części przymorskiej, ulicowy w pozostałej części oraz skupiska osiedlowe. Jeździł tutaj do niedawna miejski autobus z Kołobrzegu, jednakże od 2014 kursy zostały zawieszone.

## Turystyka

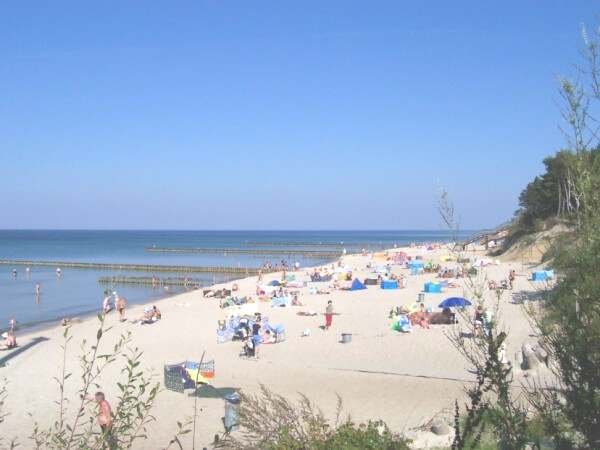
Plaża po stronie wschodniej

Wieś o charakterze typowo turystycznym. Większość zakładów, hoteli i punktów gastronomicznych oferuje swoje usługi w sezonie letnim.
Ustronie Morskie to jedna z miejscowości wypoczynkowych polskiego wybrzeża. W miejscowości znajduje się wiele miejsc noclegowych w pensjonatach, sanatoriach (całorocznych), domach prywatnych i kempingach.
W niewielkiej odległości od centrum Ustronia znajdują się niszczejące umocnienia wojskowe z okresu PRL; w nadmorskich lasach ukryte są potężne schrony i działobitnie. 
W gminie Ustronie Morskie znajduje się najstarszy dąb w Polsce – Bolesław (800 lat – sto lat starszy od dębu Bartka), a zaraz obok Warcisław (640 lat).
Letnie kąpielisko Ustronie Morskie obejmuje 2100 m linii brzegowej z wyłączeniem 3 odcinków torów wodnych. W 2012 r. kąpielisko spełniało obowiązkowe wymogi jakościowe dla wody w kąpielisku Unii Europejskiej. Kąpielisko Ustronie Morskie w sezonach 2006, 2007, 2010–2013 zostało wyróżnione Błękitną Flagą.

## Historia

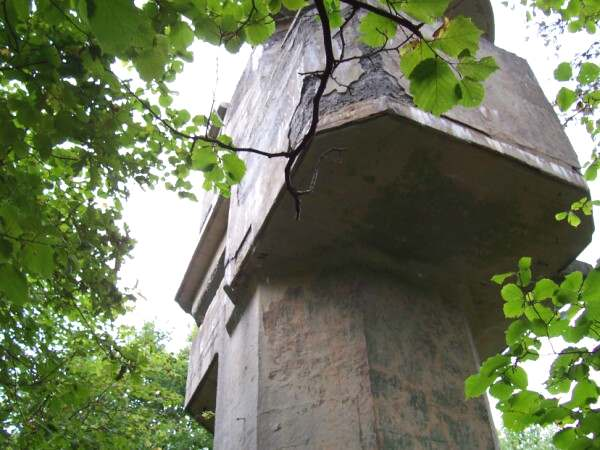
Umocnienia w lesie (wieża)

Do końca XIX w. wieś rybacka. W okresie powstawania kąpielisk i sanatoriów powoli nabierała charakteru miejscowości wypoczynkowej. Przez pewien czas Ustronie Morskie było bardzo znaną miejscowością wypoczynkową. Dynamiczny rozwój miejscowości rozpoczął się z chwilą oddania do użytku linii kolejowej Koszalin-Kołobrzeg w roku 1899, co umożliwiło łatwy dojazd ze Szczecina i Berlina. Uprawnienia gminy wieś uzyskała w roku 1905. W tym czasie zbudowano zburzony na przełomie 2007 i 2008 roku Pałac Nadbrzeżny (Almirę). 
Liczba gości stale rosła – w roku 1899 zanotowano 360, w roku 1905 – około 1200, na krótko przed I wojną światową ok. 3000. W latach 20. XX wieku miejscowość była już jednym z bardziej znanych kąpielisk w Niemczech. W roku 1939 mieszkało tu 1681 stałych obywateli w przeszło 400 gospodarstwach. 
Od 1945 należy do Polski, początkowo nosiło nazwę Ustronie Nadmorskie. Rozwijało się dość powoli w cieniu znacznie większego Kołobrzegu. Już jednak w końcu lat 60. działało tu pięć ośrodków wypoczynkowych FWP („Bałtyk”. „Fala”, „Lublinianka”, „Marysin” i „Pomorzanka”), dysponujących łącznie ok. 775 miejscami noclegowymi. Funkcjonowały one po części w oparciu o przedwojenne pensjonaty i wille, po części o dobudowane domki campingowe. Znajdowały się tu dwie restauracje, bar mleczny, klubo-kawiarnia FWP z dancingiem oraz 2 inne lokale taneczne, a także kino i muszla koncertowa.
W okresie ostatnich kilku dziesięcioleci tutejsza baza turystyczno-wypoczynkowa znacznie się rozwinęła, powstała duża liczba ośrodków wypoczynkowych i obiektów sanatoryjnych.
W latach pięćdziesiątych XX w. w ramach budowy systemu obrony wybrzeża w nadmorskim lesie na wschód od miejscowości powstały cztery stanowiska baterii artylerii nadbrzeżnej. Powstała 31 Bateria Artylerii Stałej. Na żelbetowych podstawach zamontowano cztery sowieckie działa kalibru 130 mm. Miały one bronić dostępu do kołobrzeskiego portu. W latach 1961–1965 jednostkę skadrowano, na początku lat 70. wycofano ze służby, a działa pozostawiono samym sobie. 
Natomiast nieco dalej na wschód, tuż za rzeką Czerwoną na pozostałościach poniemieckich dróg i budowli ośrodka rehabilitacyjnego Luftwaffe zbudowano stanowiska ogniowe 42. Dywizjonu Rakietowego 26. Gryfickiej Brygady Wojsk Obrony Powietrznej Kraju. W 1995 dywizjon rozformowano. W 1996 roku obiekty przejęła Baza Techniczna Marynarki Wojennej. W okresie PRL wzdłuż plaż, na wydmach stały stalowe wieże obserwacyjne Wojsk Ochrony Pogranicza wyposażone w duże profesjonalne lornety i radary morskie.
10 lipca 2020 r. przez miejscowość przeszła trąba powietrzna.

## Oświata i sport
W Ustroniu mieści się Szkoła Podstawowa im. Marii Konopnickiej.
Swoją siedzibę ma tutaj klub sportowy "Astra" Ustronie Morskie, który w sezonie 2023/2024 gra w klasie okręgowej, grupie zachodniopomorskiej III.

## Przystań morska

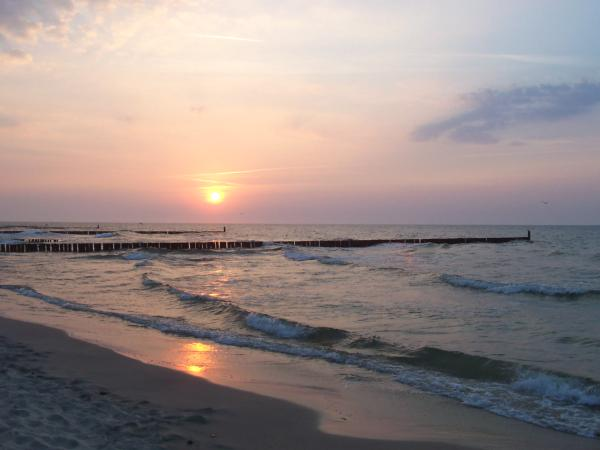
Zachód słońca w Ustroniu

W 1994 r. w Ustroniu wyznaczono przystań morską dla rybaków. Przystań obejmuje dalbę wyciągową, plażę do bazowania łodzi oraz akwatorium o szerokości 100 m liczonej od linii brzegu. Przystań posiada slip (pochylnię) o powierzchni 967,33 m² oraz plac utwardzony o pow. 326 m². Dostęp do przystani i jej nadzór zapewnia Urząd Morski w Słupsku. Kutry miejscowych rybaków pływają z sygnaturą USM na burcie.

## Społeczność
Gmina Ustronie Morskie utworzyła jednostkę pomocniczą sołectwo "Ustronie Morskie", obejmujące miejscowości: Grąbnica, Ustronie Morskie i Wieniotowo. Mieszkańcy tych trzech wsi wybierają sołtysa oraz radę sołecką, która składa się z minimum 3 osób.